# Invasiegast

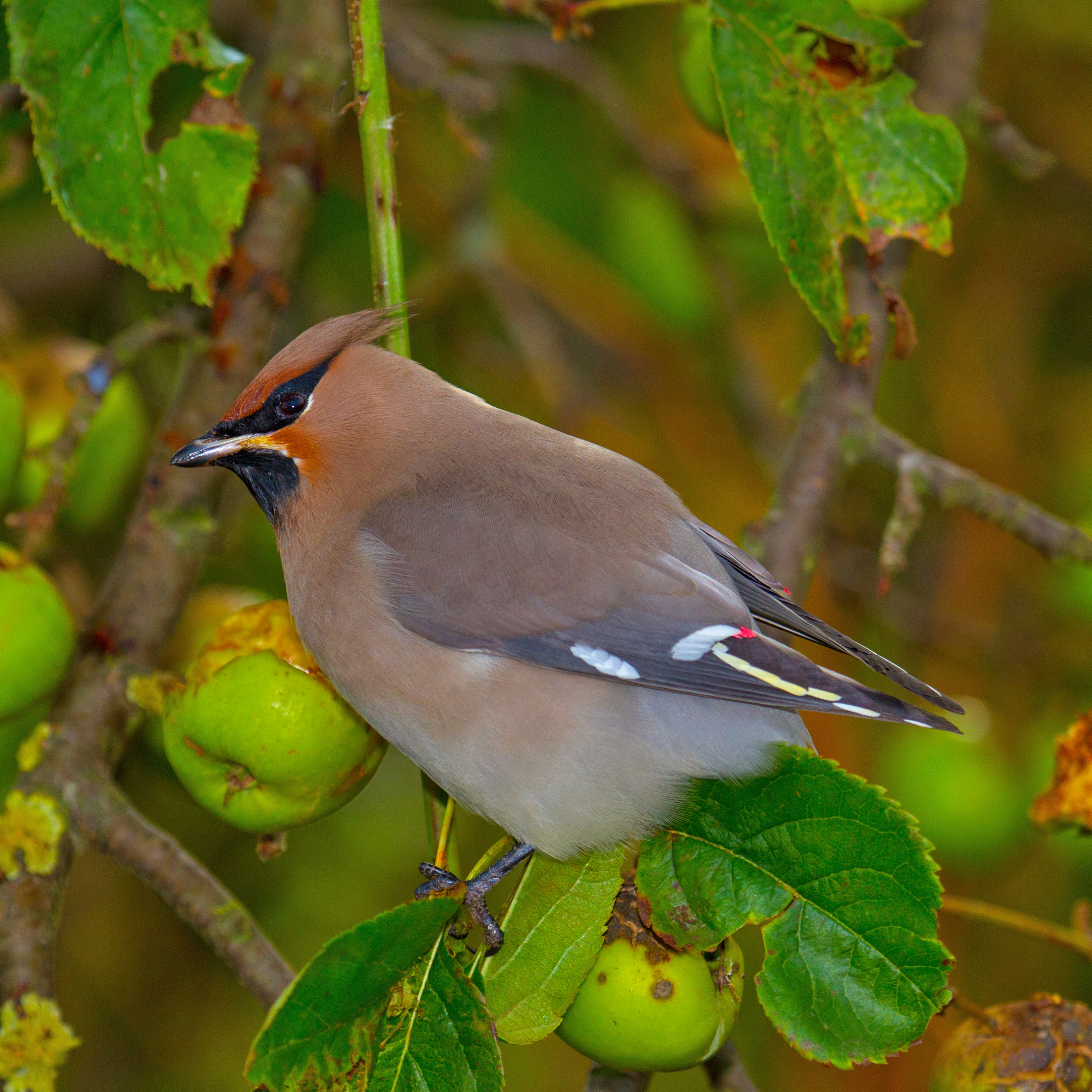
Pestvogel

Een dier, meestal een vogel, is in een bepaald gebied een invasiegast als hij niet in dat gebied broedt (vandaar de aanduiding 'gast'), en er slechts onregelmatig voorkomt, maar dan ook in aanzienlijke aantallen (vandaar de aanduiding 'invasie').
De vogel (het dier) komt ergens normaal niet voor, maar verlaat door extreme omstandigheden zoals kou, droogte of voedselgebrek de natuurlijke habitat. 
Een invasiegast is een relatief begrip, want ieder land of gebied heeft zijn eigen soorten. Voorbeelden voor Nederland zijn onder andere de onderstaande vogelsoorten:
- notenkraker
- pestvogel
- kruisbek